# Xinglonggou
Xinglonggou es un complejo arqueológico que trascurre del Neolítico a la Edad del Bronce y que consta de tres yacimientos distintos. Los yacimientos están situados en una ladera de loess sobre la orilla izquierda del río Mangniu, al norte de los montes Qilaotu, en la Bandera de Aohan, Mongolia Interior, China. Xinglonggou es uno de los yacimientos más importantes de la cultura neolítica antigua de Xinglongwa y proporciona pruebas del desarrollo del cultivo del mijo. El conjunto de mijo de Xinglonggou se compone principalmente de mijo común. Xinglonggou es uno de los pocos yacimientos del Neolítico antiguo de China en los que se ha realizado una excavación  sistemática.

## Descripción
Xinglonggou fue descubierto en 1982. Cnsta de tres yacimientos separados, cada uno de los cuales corresponde a una cultura arqueológica diferente. En orden cronológico, el yacimiento más antiguo (Xinglonggou 1) data de entre 8000 y 7500 a. C. y se asocia a la cultura Xinglongwa; el siguiente yacimiento (Xinglonggou 2) data de entre 5500 y 5000 a. C. y se asocia a la cultura Hongshan; el yacimiento más reciente (Xinglonggou 3) data de entre 4000 y 3500 a. C. y se asocia a la cultura Xiajiadian inferior.

## Yacimiento de Xinglongwa
El yacimiento de Xinglongwa (Xinglonggou 1 o localización 1) es un asentamiento del Neolítico antiguo. De los tres yacimientos, el de Xinglongwa es el más rico en materiales. El yacimiento fue excavado entre 2001 y 2003. Tiene una superficie de unos 48.000 m2, de los cuales se han excavado 5600 m2. Se encontraron los cimientos de 145 casas rectangulares semisubterráneas. A diferencia de la mayoría de los otros yacimientos de la cultura Xinglongwa, Xinglonggou 1 no estaba rodeado de un foso. Se han excavado 37 de las casas, en las que se encontraron los restos de 28 individuos enterrados en su interior. También se descubrieron en el yacimiento restos de cerdo, ciervo rojo, perro, búfalo, tejón, perro mapache, oso, conejo y peces.
El conjunto de artefactos del yacimiento incluye cerámica, herramientas líticas y adornos líticos, óseos, de concha y de jade. El yacimiento ha proporcionado algunos de los primeros artefactos de jade de China. El conjunto de jade consiste principalmente en anillos, aunque también se encontraron tubos, cinceles y otros artefactos. Al parecer, los habitantes de Xinglonggou se inclinaban por la nefrita de color verde amarillento, un material que no era de origen local.
El análisis de los residuos de los granos de almidón de las muela de molino y de los cálculos dentales humanos muestra que los habitantes de Xinglonggou procesaban principalmente bulbos de lirio (Lilium), el ñame chino (Dioscorea polystachya), la raíz de Trichosanthes kirilowii, las lágrimas de Job, el mijo y cantidades limitadas de bellotas y diversas hierbas Triticeae. En los restos de cereales con residuos de almidón predominan las lágrimas de Job (sobre el mijo). Los restos de las lágrimas de Job en Xinglonggou 1 son la evidencia más antigua de las lágrimas de Job en China del Noreste y la evidencia más septentrional de las lágrimas de Job antes del 5000 a. C.
La flotación sistémica en el lugar produjo más de 1500 granos de mijo común y unos 20 granos de moha. El mijo se describe como en las primeras etapas de domesticación, y fue datado directamente en torno al 7700 a. C. Por lo tanto, este es el mijo más antiguo datado directamente en los registros arqueológicos. A pesar de los indicios de un cultivo limitado de mijo, los primeros pobladores del Neolítico en Xinglonggou 1 subsistían principalmente de la caza y la recolección.

## El yacimiento del Xiajiadiana bajo
El yacimiento de Xiajiadian bajo (Xinglonggou 3 o localización 3) es un asentamiento de la Edad del Bronce. Fue excavado en 2003. El asentamiento estaba rodeado por una zanja. El conjunto de flora de este yacimiento consiste principalmente en restos de cultivos. En Xinglonggou 3 se encontraron tanto sorgo como moha. El yacimiento ha aportado las primeras pruebas de soja en el noreste de China.

## Consumo de mijo
Los habitantes de Xinglonggou consumieron mijo desde el Neolítico antiguo hasta la Edad del Bronce, aumentando gradualmente su consumo de mijo, como proporción de su dieta, a lo largo del tiempo. Mientras que sólo el 15% de las semillas recuperadas en el yacimiento neolítico antiguo de Xinglongwa eran de mijo, un abrumador 99% de las semillas recuperadas en el yacimiento de la Edad del Bronce del Bajo Xiajiadian eran de mijo. El análisis isotópico revela que el mijo constituía una parte importante de la dieta de la población incluso durante el período neolítico antiguo de la cultura de Xinglongwa, y que aumentó constantemente con el tiempo; el análisis muestra que este consumo procedía directamente del mijo en sí, y no indirectamente del consumo de animales que consumían mijo. Durante la Edad del Bronce, el cultivo de mijo llegó a ser lo suficientemente abundante como para proporcionar una importante fuente de alimento para los cerdos domesticados en Xinglonggou.